# Jazztime Records
Jazztime Records war ein US-amerikanisches Jazz-Plattenlabel, das Anfang der 1960er Jahre bestand.
Das Label Jazztime Records wurde 1961 von Fred Norsworthy gegründet. Involviert waren auch die Jazzmusiker Duke Pearson und Dave Bailey. 1961 erschienen insgesamt drei LPs: Ease It vom Rocky Boyd Quintet mit Kenny Dorham (JS 001), Speak Low von Walter Bishop junior und Reaching Out des Dave Bailey Quintetts.
Danach wurde das Unternehmen in Jazz Line umbenannt und 1962 noch weitere zwei Alben veröffentlicht, Bash vom Dave Bailey-Sextett mit Kenny Dorham, Curtis Fuller und Tommy Flanagan sowie Hush vom Duke Pearson Quintett mit Donald Byrd und Johnny Coles. Diese Aufnahmen und weiteres unveröffentlichtes Material wurden später unter verschiedenen Titeln von anderen Label wie Polydor, Fontana, Onyx, Muse und Black Lion veröffentlicht.